# Никто 2
«Никто 2» (англ. Nobody 2) — американский комедийный боевик по сценарию Дерека Колстада. Сиквел фильма «Никто» (2021). Свои роли из первого фильма повторят Боб Оденкерк и Конни Нильсен. Премьера картины состоялась 15 августа 2025 года.

## В ролях
- Боб Оденкерк — Хатчерсон «Никто» Мэнселл, бывший наёмный убийца, работавший на ЦРУ
- Конни Нильсен — Ребекка «Бекка» Мэнселл, жена Хатча
- Шэрон Стоун
- Кристофер Ллойд — Дэвид Мэнселл, отец Хатча и Гарри, бывший офицер ФБР
- Колин Хэнкс

## Производство
В марте 2021 года Дерек Колстад заявил, что существует потенциал для кроссовера между франшизой «Джон Уик» и «Никто», но это будет сделано в формате пасхального яйца, а не отдельного фильма. Позже в том же месяце режиссёр Илья Найшуллер прокомментировал потенциальный кроссовер, отметив, что одни и те же творческие команды и студии сделали соответствующие фильмы. В июне стало известно, что Конни Нильсен повторит свою роль Бекки Мэнселл из первого фильма. Илья Найшуллер не вернётся к работе над фильмом и продюсеры ищут нового режиссёра. Режиссёрский пост займёт Тимо Тьяханто. В июле стало известно, что Шэрон Стоун получила роль в фильме, а Кристофер Ллойд вернется к своей роли. В августе к актёрскому составу присоединился Колин Хэнкс.
Начало основных съёмок запланировано на август 2024 года в Виннипеге, Манитоба, а завершение — на октябрь.

## Отзывы и оценки
Оуэн Глейберман в рецензии для Variety, охарактеризовал фильм как столь же абсурдный, зловещий и развлекательный, как и оригинальный фильм. По словам критика, продолжение доводит знакомую формулу до совершенства благодаря режиссуре Тимо Тьяджанто, наполненной таким удовольствием от китча, что позволяет фильму самоиронию. Боб Оденкерк снова доказал свою актёрскую квалификацию, успешно воплощая двойственность образа между обычным семейным человеком и жестокими поступками героя.
Франк Шэк в рецензии для Hollywood Reporter также отметил, что фильм, несмотря на потерю новизны, сохраняет способность развлекать зрителя благодаря стремительному ритму и великолепным  экшен-сценам. Хотя сценарий, написанный Дереком Колстадом и Аароном Рабином, лишён элемента неожиданности, простая, но гениальная концепция всё равно приносит удовольствие зрителям. Режиссёр искусно снимает хаотичное действие, мастерски сочетая жестокость и юмор, а команда каскадёров заслуживает похвалы за хореографию боевых сцен. Сам Оденкерк демонстрирует впечатляющую физическую подготовку.
Критичнее высказался Уилсон Чепмен в своей рецензии для IndieWire. Критик назвал второй фильм несвежей и поспешно собранной адаптацией первого фильма, подчеркнув отсутствие чувства заботы и страсти, которое кажется механически слепленным. Тонкая сюжетная линия лишь повторяет конфликты первой части, не пытаясь развивать персонажей или бросать им новые вызовы. Напряжение разрешается чересчур легко, что делает фильм недостаточно динамичным и эмоционально бедным. По мнению автора, сценарий мечется между жанрами, однако ни шутки, ни экшен не вызывают особого интереса. Другие актёры вокруг Оденкерка выглядят отстранёнными и апатичными, а визуальный стиль — чрезмерно яркий и непривлекательный.